# Parafia Świętej Trójcy w Lubinie
Parafia Świętej Trójcy – parafia prawosławna w Lubinie, w dekanacie Lubin diecezji wrocławsko-szczecińskiej.
Na terenie parafii funkcjonuje 1 cerkiew:
- cerkiew Świętej Trójcy w Lubinie – parafialna

## Historia
Pierwsze prawosławne nabożeństwo w Lubinie odbyło się kilka lat po II wojnie światowej, w 1949. Architektem życia religijnego był ks. Jan Lewiarz z Zimnej Wody.
Parafia, nie bez przeszkód, została erygowana 9 stycznia 1951. Początkowo przyznano jej zdewastowany w 60% poewangelicki kościółek na Starym Lubinie. Dzięki pieniądzom z ogólnometropolitalnej zbiórki, w 1952 rozpoczęto remont. Niestety, brak środków finansowych i pomocy ze strony władz nie pozwolił na dokończenie zaplanowanych robót.
Istotnym wydarzeniem dla parafian była wizytacja 3 czerwca 1956 biskupa Stefana (Rudyka).
Do 1958 cerkiew w Lubinie była filią parafii w Zimnej Wodzie. Pierwszym proboszczem samodzielnej parafii pod wezwaniem Świętej Trójcy był ks. Michał Rydzanicz.
24 listopada 1959 parafia otrzymała budynek przy ulicy 1 Maja, który w przeszłości pełnił funkcję ewangelickiej kaplicy, a następnie sali gimnastycznej tutejszego gimnazjum żeńskiego; świątynię na Starym Lubinie przejął Kościół rzymskokatolicki. Adaptacja obiektu na cerkiew wymagała pewnych nakładów finansowych i prac remontowych. Po ich ukończeniu poświęcenia świątyni dokonał ksiądz Atanazy Sławiński.
Cerkiew z upływem lat poddawana była kolejnym pracom remontowym i budowlanym, wzbogacano wystrój, m.in. umieszczono ikonostas, dobudowano przedsionek i prezbiterium (ołtarz). Od 30 stycznia 2006 funkcję proboszcza parafii pełni ks. mgr Bogdan Repeła.
W 2013 parafia liczyła około 350 osób, zamieszkujących Lubin i okoliczne wsie.

## Wykaz proboszczów
- 1951–1956 – ks. Jan Lewiarz
- 1956–1960 – ks. Michał Rydzanicz
- 1960–1962 – ks. Jerzy Zilitynkiewicz
- 1962–1973 – ks. Jan Rydzaj
- 1973–2006 – ks. Michał Żuk
- od 2006 – ks. Bogdan Repeła